# 肖恩·克劳福德
肖恩·克劳福德（英語：Shawn Crawford，1978年1月14日—），美国男子田径运动员，主攻短跑项目。曾获得2004年雅典奥林匹克运动会男子200米项目金牌。在北京奥运，克劳福德原本获得第4名，后来由于原第2名和第3名选手均因犯规而被取消成绩，他递补获得银牌。

## 主要成绩
- 2001年世界田径锦标赛：200米银牌
- 2001年世界室内田径锦标赛：200米金牌
- 2004年世界室内田径锦标赛：60米银牌
- 2004年夏季奥林匹克运动会：200米金牌、4×100米接力银牌

## 外部連結
- 肖恩·克劳福德在的頁面